# Микільсько-Очеретівська волость
Микільсько-Очеретівська волость — історична адміністративно-територіальна одиниця Валківського повіту Харківської губернії з центром у селі Очеретове (Камишеваха).
Станом на 1885 рік складалася з 8 поселень, 6 сільських громад. Населення — 3191 особа (1636 осіб чоловічої статі та 1555 — жіночої), 520 дворових господарств.
|                     | Площа, десятин | У тому числі орної, дес. |
| ------------------- | -------------- | ------------------------ |
| Сільських громад    | 3295           | 3295                     |
| Приватної власності | 9460           | 6991                     |
| Іншої власності     | —              | —                        |
| Загалом             | 12755          | 10286                    |

Найбільше поселення волості станом на 1885:
- Камишеваха — колишнє власницьке сільце за 25 верст від повітового міста, 1719 осіб, 291 двір, 2 лавки, винокурний завод.
- Михайлівка — колишнє власницьке село при річці Орлик, 354 особи, 64 двори, православна церква, цегельний завод.

Найбільше поселення волості станом на 1914 рік:
- село Очеретове (Камишеваха, Микільське) — 2500 мешканців.

Старшиною волості був Вязовіченко Василь Євлапієвич, волосним писарем — Петрущенко Кузьма Давидович, головою волосного суду — Брюхович Савва Карпович.